# Gaig terrestre de Pleske
El gaig terrestre de Pleske (Podoces pleskei) és un ocell de la família dels còrvids (Corvidae).

## Hàbitat i distribució
Habita deserts amb vegetació rastrera al centre i est de l'Iran.